# حلزون الحدائق
حلزون الحدائق أو حلزون أشهب (الاسم العلمي: Helix aspersa) و(بالإنجليزية: Garden Snail) هو نوع من أنواع الحلزونات البرية المعروفة، التي تنتشر في المناطق المحيطة بالبحر المتوسط وأوروبا الغربية، ما بين شمال غرب أفريقيا وشرق إيبيريا حتى آسيا الصغرى، إضافة إلى بعض الجزر البريطانية، كما تتواجد على نطاق واسع في مناطق أخرى.

## التغذية
يتغذى هذا النوع على النباتات، ويشكل خطراً على مجموعة كبيرة من النباتات، نظراً للضرر الذي يلحقه بها. بالمقابل، يعتبر فريسة لأنواع عديدة من الطيور، السحالي، الحشرات المفترسة، وحلزون قاطع الرأس، ولذلك يعتبر أحياناً وسيلة طبيعية للتخلص من الآفات. تستخدم أيضاً بعض الوسائل الأخرى، كالمبيدات، أو مواد أقل سمية كالثوم المركز، كما تنفر الحلزونات من النحاس، فيمكن وضع شريط نحاسي حول جذوع الأشجار لردع الحلزونات.

## الاستخدامات
يعتبر هذا النوع من الحلزونات الصالحة للأكل، ويقدم كطبق إسكارغو. يتم تربية الحلزونات إما لأغراض تجارية بهدف استخدامها في الأطعمة وخلافها، أو كحيوان أليف. يعتبر هذا الحلزون أيضاً أحد مكونات كريمات البشرة أو الجل التي تباع في المجتمعات اللاتينية، وتستخدم هذه المنتجات لعلاج بعض مشاكل البشرة.